# Taraji P. Henson
Taraji Penda Henson (Washington, 1970. szeptember 11. –) Golden Globe-díjas amerikai színésznő, énekesnő.
A Howard Egyetemen végzett színészetet, hollywoodi karrierjét pedig több televíziós sorozat vendégszereplőjeként kezdte, mielőtt a Fekete átok (2001) című filmben áttörést ért volna el. Egy prostituáltat játszott a Nyomulj és nyerj!ben (2005), amelyért Screen Actors Guild díjra jelölték a filmben nyújtott kiemelkedő alakításért; valamint egy fogyatékkal élő gyermek egyedülálló anyja volt David Fincher Benjamin Button különös élete (2008) című filmjében, amelyért Oscar-, SAG- és Critics Choice-díjra jelölték a legjobb női mellékszereplő kategóriában. 2010-ben szerepelt a Párterápia című akcióvígjátékban, és társszereplője volt A karate kölyök remake-jének.

## Fiatalkora és tanulmányai
1970. szeptember 11-én született Washington délkeleti részén, Bernice (sz. Gordon) Woodward & Lothrop cégvezető, valamint Boris Lawrence Henson házmester és fémipari munkás lányaként. Gyakran beszélt anyai nagymamája, Patsy Ballard befolyásáról, aki elkísérte őt az Oscar-díjátadóra abban az évben, amikor jelölést kapott. A kereszt- és középső neve szuahéli eredetű: Taraji („remény”) és Penda („szerelem”). A mitokondriális DNS-elemzés szerint anyai ági származása a kameruni Masa néphez köthető. Azt nyilatkozta, hogy az Északi-sark felfedezője, Matthew Henson az ükapja testvére volt.
Henson 1988-ban végzett a marylandi Oxon Hill High Schoolban, Oxon Hillben. Az Észak-Karolinai Mezőgazdaságtudományi és Műszaki Állami Egyetemre járt, ahol elektrotechnikát akart tanulni, majd átiratkozott a Howard Egyetemre, hogy drámát tanuljon. Hogy kifizesse a főiskolát, délelőttönként titkárnőként dolgozott a Pentagonban, esténként pedig éneklő-táncoló pincérnőként egy vacsorás kirándulóhajón, a Spirit of Washingtonon.

## Magánélete
1994-ben született meg Marcell nevű fia. A fiú édesapját, Henson középiskolai szerelmét, William LaMarr Johnsont 2003-ban meggyilkolták.
2012-ben meztelenül pózolt az Allure magazin májusi számában.
2015 februárjában Henson az LMBT közösséget támogató NOH8 kampány reklámjában szerepelt.
A LiveKindlynek bejelentette, hogy 2017 végén áttért a vegán étrendre.
Hensont 2018. május 13-án jegyezte el Kelvin Hayden korábbi NFL-játékos, de az eljegyzés végét a The Breakfast Club 2020. október 19-i epizódjában hozta nyilvánosságra.
Henson keresztény, és a színészetet spirituális élménynek tekinti.

## Filmográfia

### Film
| Év   | Magyar cím                                | Eredeti cím                               | Szerep                        | Magyar hang      |
| ---- | ----------------------------------------- | ----------------------------------------- | ----------------------------- | ---------------- |
| 1998 |                                           | Streetwise                                | Tammy                         |                  |
| 2000 | Rocky és Bakacsin kalandjai               | The Adventures of Rocky and Bullwinkle    | Baloldali tanuló (hangja)     |                  |
| 2001 | Fekete átok                               | Baby Boy                                  | Yvette                        | Kéri Kitty       |
| 2002 |                                           | Book of Love                              | gettó lány                    |                  |
| 2004 |                                           | Hair Show                                 | Tiffany                       |                  |
| 2005 | Nyomulj és nyerj!                         | Hustle & Flow                             | Shug                          | Závodszky Noémi  |
| 2005 | Négy tesó                                 | Four Brothers                             | Camille Mercer                | Grúber Zita      |
| 2005 | Állat                                     | Animal                                    | Ramona                        |                  |
| 2006 | Ilyen még nem volt                        | Something New                             | Nedra                         | Kerekes Andrea   |
| 2006 | Füstölgő ászok                            | Smokin' Aces                              | Bognár Gyöngyvér              |                  |
| 2007 | Mondd, testvér!                           | Talk to Me                                | Vernell Watson                | Biró Anikó       |
| 2008 |                                           | The Family That Preys                     | Pam Evans                     |                  |
| 2008 | Benjamin Button különös élete             | The Curious Case of Benjamin Button       | Queenie                       | Bognár Gyöngyvér |
| 2009 | Meddig köt az eskü?                       | Not Easily Broken                         | Clarice Clark-Johnson         |                  |
| 2009 |                                           | Hurricane Season                          | Dayna Collins                 |                  |
| 2009 |                                           | I Can Do Bad All by Myself                | April Jones                   |                  |
| 2010 | Párterápia                                | Date Night                                | Arroyo nyomozó                | Peller Mariann   |
| 2010 | A karate kölyök                           | The Karate Kid                            | Sherry Parker                 | Peller Mariann   |
| 2010 |                                           | Peep World                                | Mary                          |                  |
| 2010 |                                           | Once Fallen                               | Pearl                         |                  |
| 2011 | A jó orvos                                | The Good Doctor                           | Theresa nővér                 | Agócs Judit      |
| 2011 | Larry Crowne                              | Larry Crowne                              | B'Ella                        | Grúber Zita      |
| 2011 |                                           | Kevin Hart: Laugh at My Pain              | Taraji (cameo)                |                  |
| 2011 |                                           | From the Rough                            | Catana Starks                 |                  |
| 2012 | Gondolkozz pasiaggyal!                    | Think Like a Man                          | Lauren Harris                 | Zakariás Éva     |
| 2012 | Gondolkozz pasiaggyal!                    | Think Like a Man                          | Lauren Harris                 | Madarász Éva     |
| 2013 | Madagaszkár – Állati szerelem (rövidfilm) | Madly Madagascar                          | Okapi (hangja)                | Agócs Judit      |
| 2014 | Gondolkozz pasiaggyal! 2.                 | Think Like a Man Too                      | Lauren Harris                 | Zakariás Éva     |
| 2014 | Tomboló bosszúvágy                        | No Good Deed                              | Terri Granger                 | Pikali Gerda     |
| 2014 | Az öt kedvenc                             | Top Five                                  | önmaga (cameo)                | Dóka Andrea      |
| 2016 |                                           | Term Life                                 | Samantha Thurman              |                  |
| 2016 | A számolás joga                           | Hidden Figures                            | Katherine Johnson             | Parti Nóra       |
| 2018 | Bérgyilkos Mary                           | Proud Mary                                | Mary Goodwin                  | Nádasi Veronika  |
| 2018 | Elvetemültség                             | Acrimony                                  | Melinda Gayle                 |                  |
| 2018 | Ralph lezúzza a netet                     | Ralph Breaks the Internet                 | Igen (hangja)                 | Peller Mariann   |
| 2019 | Mi kell a férfinak?                       | What Men Want?                            | Alison "Ali" Davis            | Peller Anna      |
| 2019 | Ellenségek legjobbika                     | The Best of Enemies                       | Ann Atwater                   |                  |
| 2020 | Coffee és Kareem                          | Coffee & Kareem                           | Vanessa Manning               |                  |
| 2021 |                                           | Mary J. Blige's My Life                   | önmaga                        |                  |
| 2022 | Minyonok: Gru színre lép                  | Minions: The Rise of Gru                  | Belle Bottom (hangja)         | Szilágyi Csenge  |
| 2023 |                                           | Going to Mars: The Nikki Giovanni Project | narrátor (hangja)             |                  |
| 2023 | A Mancs őrjárat: A szuperfilm             | PAW Patrol: The Mighty Movie              | Victoria "Vee" Vance (hangja) | Peller Anna      |
| 2023 |                                           | The Color Purple                          | Shug Avery                    |                  |
| 2025 | A legutolsó csepp                         | Straw                                     | Janiyah Wiltkinson            | Kéri Kitty       |

### Televízió
| Év        | Magyar cím                            | Eredeti cím                              | Szerep                        | Megjegyzések                               |
| --------- | ------------------------------------- | ---------------------------------------- | ----------------------------- | ------------------------------------------ |
| 1997      |                                       | The Parent Hood                          | Aida                          | 1 epizód                                   |
| 1997      | Ikercsajok                            | Sister, Sister                           | Briana                        | 1 epizód                                   |
| 1997–1998 |                                       | Smart Guy                                | Monique / Leslie              | 3 epizód                                   |
| 1998      | Vészhelyzet                           | ER                                       | Patrice Robbins / Elan        | 2 epizód                                   |
| 1998      |                                       | Saved by the Bell: The New Class         | lány                          | 1 epizód                                   |
| 1998–1999 |                                       | Felicity                                 | R.A. / diák                   | 2 epizód                                   |
| 1999      | Pacific Blue                          | Pacific Blue                             | Rhonda                        | 1 epizód                                   |
| 2000      | Boszorkányok iskolája                 | Satan's School for Girls                 | Paige                         | tévéfilm                                   |
| 2000      | Mrs. Klinika                          | Strong Medicine                          | Crystal                       | 1 epizód                                   |
| 2001      | Gyilkos sorok: Az utolsó szabad ember | Murder She Wrote: The Last Free Man      | Bess Pinckney                 | tévéfilm                                   |
| 2002–2004 | Az ügyosztály                         | The Division                             | Washington felügyelő          | 14 epizód                                  |
| 2004      |                                       | All of Us                                | Kim                           | 1 epizód                                   |
| 2005      |                                       | Half & Half                              | Gabrielle                     | 1 epizód                                   |
| 2005      | Doktor House                          | House                                    | Moira                         | 1 epizód                                   |
| 2006      | CSI: A helyszínelők                   | CSI: Crime Scene Investigation           | Christina                     | 1 epizód                                   |
| 2007–2008 | Jogi játszmák                         | Boston Legal                             | Whitney Rome                  | 17 epizód                                  |
| 2008      |                                       | Eli Stone                                | Angela Scott                  | 3 epizód                                   |
| 2010      | A Cleveland-show                      | The Cleveland Show                       | Chanel Williams (hangja)      | 1 epizód                                   |
| 2011      | Elvették tőlem                        | Taken from Me: The Tiffany Rubin Story   | Tiffany Rubin                 | tévéfilm                                   |
| 2011–2015 | A célszemély                          | Person of Interest                       | Jocelyn "Joss" Carter nyomozó | 55 epizód                                  |
| 2014      |                                       | Season Of Love                           | Jackie                        | Lifetime tévéfilm (vezető producer)        |
| 2015      | Saturday Night Live                   | Saturday Night Live                      | önmaga (házigazda)            | 1 epizó                                    |
| 2015      |                                       | Live! with Kelly and Michael             | önmaga / társ-házigazda       | 1 epizód                                   |
| 2015      |                                       | Taraji and Terrence's White Hot Holidays | önmaga / társ-házigazda       | különkiadás (vezető producer)              |
| 2015      |                                       | FIFA Women's World Cup                   | önmaga / narrátor             | FIFA női világbajnoki döntő                |
| 2015–2018 | Playback párbaj                       | Lip Sync Battle                          | önmaga                        | 1 epizód                                   |
| 2015–2020 | Empire                                | Empire                                   | Cookie Lyon                   | főszereplő                                 |
| 2016–2017 |                                       | Taraji's White Hot Holidays              | önmaga / házigazda            | különkiadás (vezető producer)              |
| 2016      | Jégkorszak – Húsvéti küldetés         | Ice Age: The Great Egg-Scapade           | Ethel (hangja)                | különkiadás                                |
| 2017      | A Simpson család                      | The Simpsons                             | Praline (hangja)              | 1 epizód                                   |
| 2017      |                                       | Carpool Karaoke: The Series              | önmaga                        | 1 epizód                                   |
| 2019      | Tuca és Bertie                        | Tuca & Bertie                            | Terry (hangja)                | 1 epizód                                   |
| 2021      |                                       | Nickelodeon's Unfiltered                 | önmaga                        | 1 epizód                                   |
| 2021      |                                       | Legendary                                | önmaga (vendég zsűritag)      | 1 epizód                                   |
| 2021      |                                       | Muppets Haunted Mansion                  | Constance Hatchaway           | különkiadás                                |
| 2021      |                                       | Annie Live!                              | Miss Hannigan                 | különkiadás                                |
| 2022      | RuPaul – Drag Queen leszek!           | RuPaul's Drag Race                       | önmaga                        | vendég zsűritag                            |
| 2022      |                                       | That's My Jam                            | önmaga / vendég               | Taika Waititi, Rita Ora és Normani mellett |